# Grammia doris
Grammia doris là một loài bướm đêm thuộc phân họ Arctiinae, họ Erebidae.